# Nendöbrilvogel
De nendöbrilvogel of santacruzbrilvogel (Zosterops sanctaecrucis) is een zangvogel uit de familie Zosteropidae (brilvogels).

## Verspreiding en leefgebied
Deze soort is endemisch op Nendö, het grootste eiland van de Santa Cruz-eilanden in de Salomonseilanden.

## Status
De grootte van de populatie is niet gekwantificeerd maar de soort wordt omschreven als algemeen. Op de Rode lijst van de IUCN heeft deze soort de status niet bedreigd.